# Irrigation and Conservation of Water Act
Der Irrigation and Conservation of Water Act (deutsch etwa: „Bewässerungs- und Wasserschutzgesetz“) der Südafrikanischen Union von 1912 war ein Gesetz zur Regulierung des Wasserrechts in diesem Land.
Der Irrigation and Conservation of Water Act führte die bisher in den einzelnen Kolonien am Kap geltenden Rechtsnormen, wie den Cape Irrigation Act (1906) und den Transvaal Irrigation Act (1908), nun unter einer einheitlichen Rechtsnorm zusammen. Primär war mit diesem Rechtsakt die Förderung von landwirtschaftlichen Bewässerungssystemen, die Normierung von bisherigen Wasseranliegerrechten und Maßnahmen zur Bevorratung von Wasser, bevor es auf natürlichem Wege in die Meeresbereiche um Südafrika abfließt, beabsichtigt. Als Mantelgesetz für die weitere Ausprägung innerhalb seines nachgelagerten Spezialrechts kann der Union Irrigation Act von 1910 gelten. Beide Gesetze schufen die rechtliche Grundlage für das damals errichtete Irrigation Department, woraus das nationale Ministerium Department of Water Affairs – DWA (später Water Affairs and Forestry – DWAF bzw. Water and Sanitation – DWS) entstand. Die neu gegründete Behörde schuf schnell ein landesweit verzweigtes Netz an Dienststellen, um dem Bedarf an überregionalen Maßnahmen in der staatlichen und privaten Wasserwirtschaft gerecht zu werden. Wichtige Ereignisse für den Ausbau der Behörde bildeten die extrem niederschlagsarmen Jahre 1915/1916 in der Kapprovinz mit ihren verheerenden Folgen sowie den parallel zum Ersten Weltkrieg verlaufenen Niedergang der seit etwa 1880 mit der Mode aufgekommenen Straußenzucht, wodurch eine übermäßige Überflutungsbewässerung mittels Ableitungswehren bewirkt worden war.

## Legislative Folgewirkung
Eine grundlegende Novellierung des geltenden Wasserrechts wurde erst nach 1948, also mehrere Jahre nach Erklärung der Apartheid zum Regierungsprinzip, mit dem Water Act (Act No. 54 / 1956) vorgenommen. Dieses Gesetz bewirkte eine stärkere Ausrichtung der Wassernutzungsregeln zu Gunsten der sich immer stärker ausprägenden ökonomischen Schwerpunkte in Südafrika, der Landwirtschaft, des Bergbaus und der Industrie.
Zwischen 1914 und 1955 folgten 25 Unionsgesetze (ohne Mitzählung weiterer Änderungsgesetze) zur Ausgestaltung des Wasserrechts im Allgemeinen und für einzelne geografische Regionen bzw. spezifische Wassernutzungsfragen im Land.